# Giải thưởng Tứ tự do

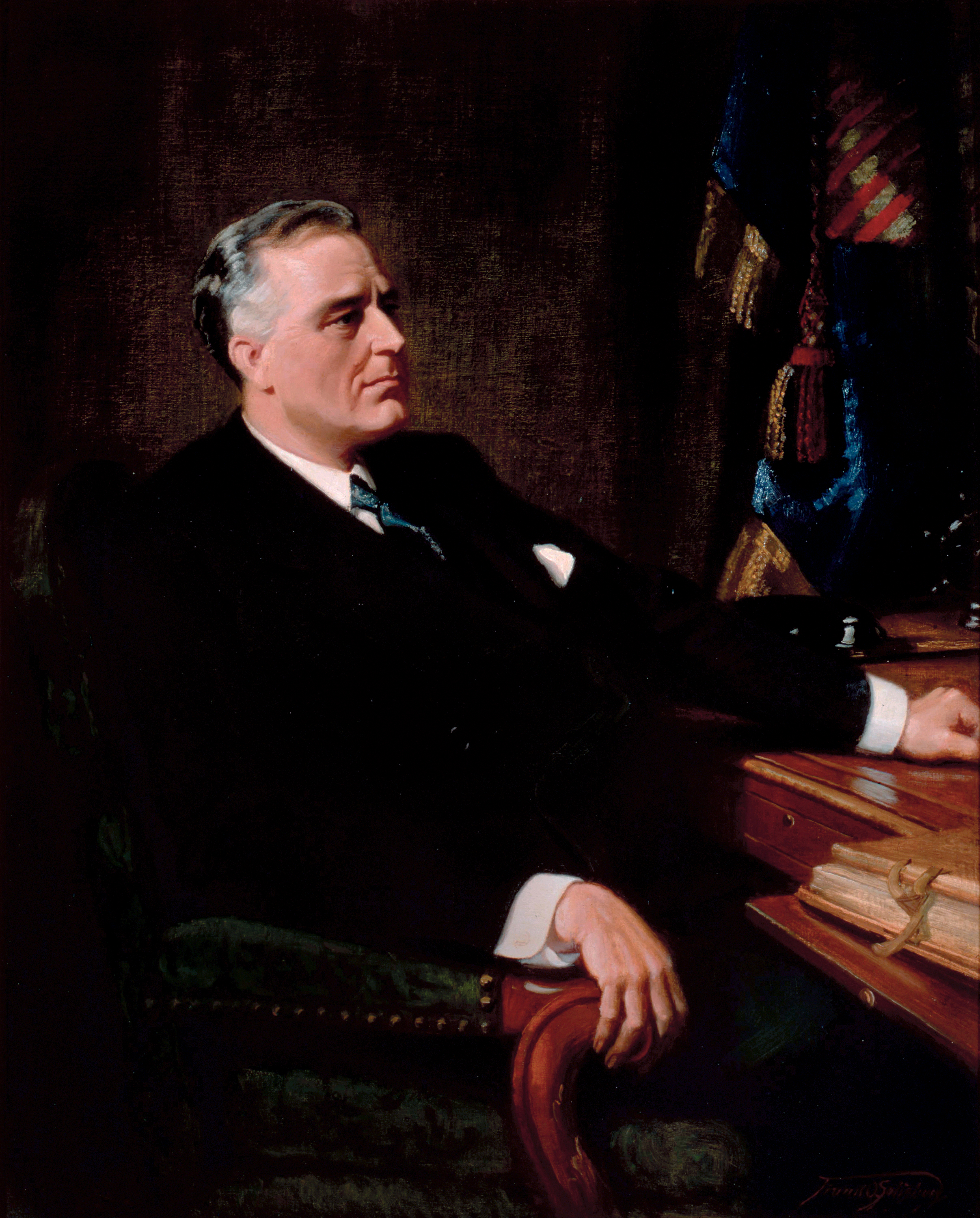
Tổng thống Franklin D. Roosevelt, tranh của Frank O. Salisbury, 1947

Giải thưởng Tứ tự do là giải thưởng hàng năm được phát cho những nhân vật mà đã cho thấy là đã sống theo những nguyên tắc của cái gọi là bốn cái tự do, mà tổng thống Mỹ Franklin D. Roosevelt đã nhấn mạnh trong cuộc thuyết trình trước Quốc hội Mỹ vào ngày 6 tháng giêng 1941
Vào những năm lẻ giải thưởng được viện Franklin và Eleanor Roosevelt trao tặng tại Hyde Park, New York cho các công dân Mỹ. Vào các năm chẵn thì được vinh danh bởi „Roosevelt Stichting“ tại Middelburg, Hà Lan cho những người không có quốc tịch Mỹ.
Giải thưởng này được trao tăng với năm loại:
1. Huy chương tự do
2. Tự do ngôn luận và biểu đạt
3. Tự do tín ngưỡng
4. Tự do khỏi nghèo khó
5. Tự do khỏi sợ hãi

Trong những năm 1984, 1990, 1995, 2002–2006 và 2008 còn được trao tặng thêm những giải đặc biệt.

## Lịch sử

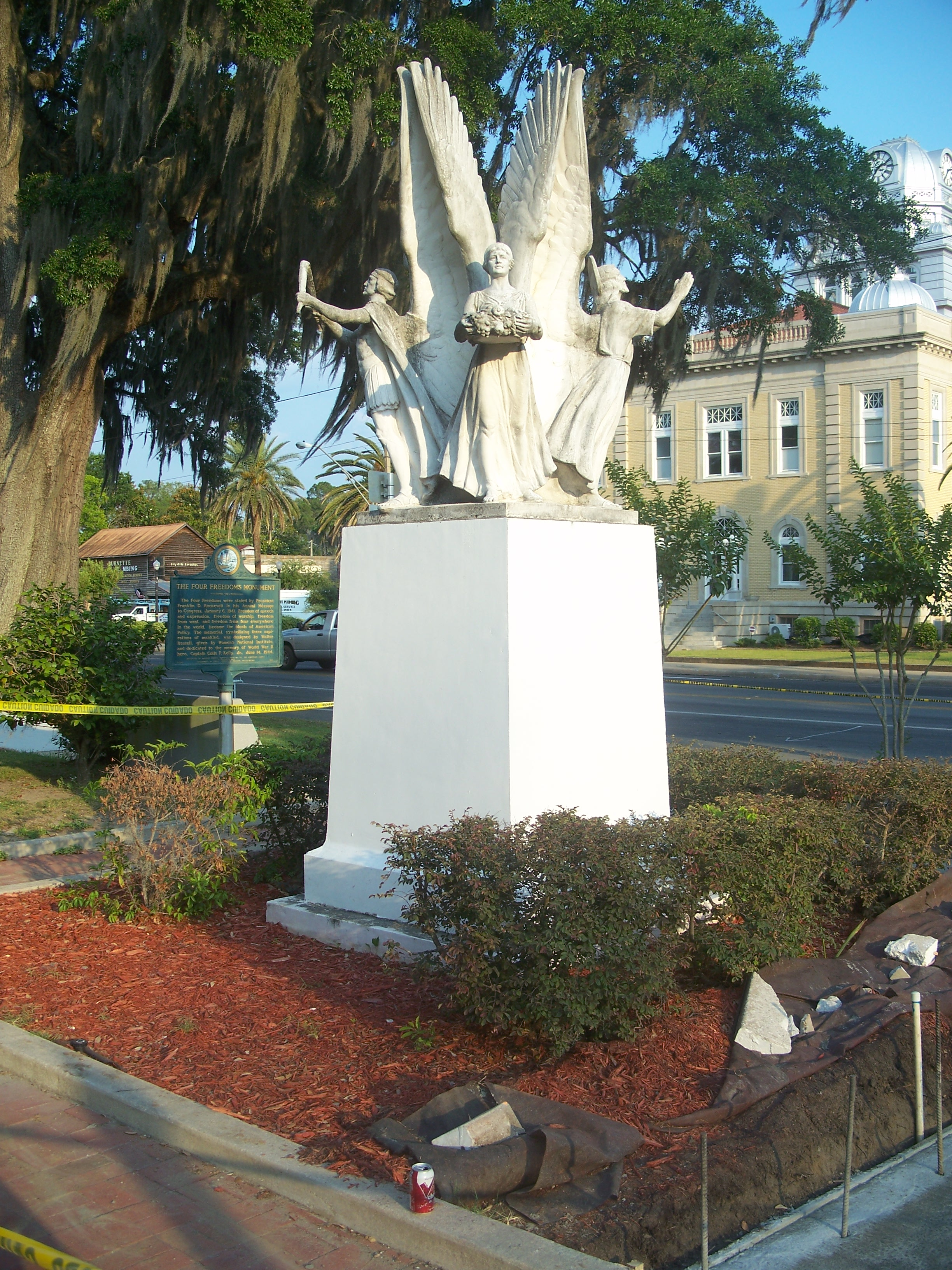
Tượng Tứ tự do, Madison

Vào ngày 6 tháng 1 năm 1941 Roosevelt tuyên thệ, trong lúc thuyết trình về tình hình của đất nước, 4 tự do căn bản của con người, bài nói chuyện vì vậy cũng nổi tiếng là bài Tứ tự do. Lúc này Nhật chưa tấn công hải cảng Pearl Harbor và như vậy trước khi Mỹ tham dự vào Chiến tranh thế giới thứ hai.
Nguyên văn:
| “                       | In the future days, which we seek to make secure, we look forward to a world founded upon four essential human freedoms. The first is freedom of speech and expression – everywhere in the world. The second is freedom of every person to worship God in his own way – everywhere in the world. The third is freedom from want, which, translated into world terms, means economic understandings which will secure to every nation a healthy peacetime life for its inhabitants – everywhere in the world. The fourth is freedom from fear, which, translated into world terms, means a world-wide reduction of armaments to such a point and in such a thorough fashion that no nation will be in a position to commit an act of physical aggression against any neighbor – anywhere in the world. | ” |
| — Franklin D. Roosevelt | |   |

Bản dịch:
| “ | Hướng về những năm tháng mai sau mà ai ai cũng mưu cầu gìn giữ, chúng ta mong chờ một thế giới được kiến lập dựa trên bốn quyền tự do căn bản của con người. Đầu tiên là tự do ngôn luận và biểu đạt – ở khắp mọi nơi trên thế giới. Thứ hai là mọi người có quyền tự do tín ngưỡng Thiên Chúa theo cách của mình – ở khắp mọi nơi trên thế giới. Thứ ba là tự do khỏi nghèo khó, mà dịch ra ngôn ngữ phổ thông thì có nghĩa là quan hệ hòa hợp về kinh tế nhằm bảo đảm cho cư dân mọi quốc gia có được cuộc sống khỏe mạnh và bình yên – ở khắp mọi nơi trên thế giới. Thứ tư là tự do khỏi sợ hãi, mà dịch ra ngôn ngữ phổ thông thì có nghĩa là cắt giảm quân bị trên quy mô toàn cầu một cách thấu đáo đến mức sao cho không có nước nào lâm vào thế phải tiến hành gây hấn thô bạo chống lại nước nào nữa – ở bất kì đâu trên thế giới. | ” |

Hôn thê của Roosevelt Eleanor Roosevelt sau cái chết của chồng vào năm 1945 vẫn giữ vai trò đấu tranh tích cực để cho Tứ tự do được ghi vào Tuyên ngôn Quốc tế Nhân quyền của Liên Hợp Quốc.
Các giải thưởng được bắt đầu trao tặng vào năm 1982, nhân ngày sinh nhật thứ 100 của Roosevelt cũng như kỷ niệm 200 năm từ Mỹ có quan hệ ngoại giao với Hà Lan.

## Được trao thưởng

### Huy chương tự do
| Năm  | Middelburg                     | Năm  | Hyde Park |
| ---- | ------------------------------ | ---- | --- |
| 1982 | Juliana của Hà Lan             | 1983 | Averell Harriman |
| 1984 | Harold Macmillan               | 1985 | Claude Pepper |
| 1986 | Alessandro Pertini             | 1987 | Thomas P. O'Neill, Jr |
| 1988 | Helmut Schmidt                 | 1989 | William Joseph Brennan |
| 1990 | Václav Havel và Jacques Delors | 1991 | Thurgood Marshall |
| 1992 | Javier Pérez de Cuéllar        | 1993 | Cyrus Vance |
| 1994 | Tenzin Gyatso                  | 1995 | Jimmy Carter |
| 1996 | Juan Carlos I của Tây Ban Nha  | 1997 | Katharine Graham |
| 1998 | Mary Robinson                  | 1999 | Edward Kennedy |

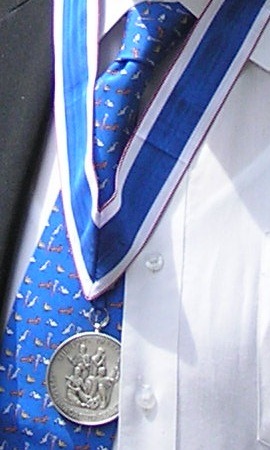
Một trong các huy chương

| 2000 | Martti Ahtisaari               | 2001 | Cựu chiến binh Đệ Nhị thế chiến, được đại diện bởi - Richard Winters (US Army) - Robert E. Bush (US Navy) - William T. Ketcham (US Marine Corps) - Lee A. Archer, Jr. (US Air Force) - Ellen Buckley (U.S. Army Nurse Corps) |
| 2002 | Nelson Mandela                 | 2003 | George J. Mitchell |
| 2004 | Kofi Annan                     | 2005 | Bill Clinton |
| 2006 | Mohamed ElBaradei              | 2007 | Carl Levin và Richard Lugar |
| 2008 | Richard von Weizsäcker         | 2009 | Hillary Clinton |
| 2010 | Tòa án Nhân quyền châu Âu      | 2011 | Russ Feingold |
| 2012 | Luiz Inácio Lula da Silva      | 2013 | ... |

|  |  |  |  |

### Tự do ngôn luận

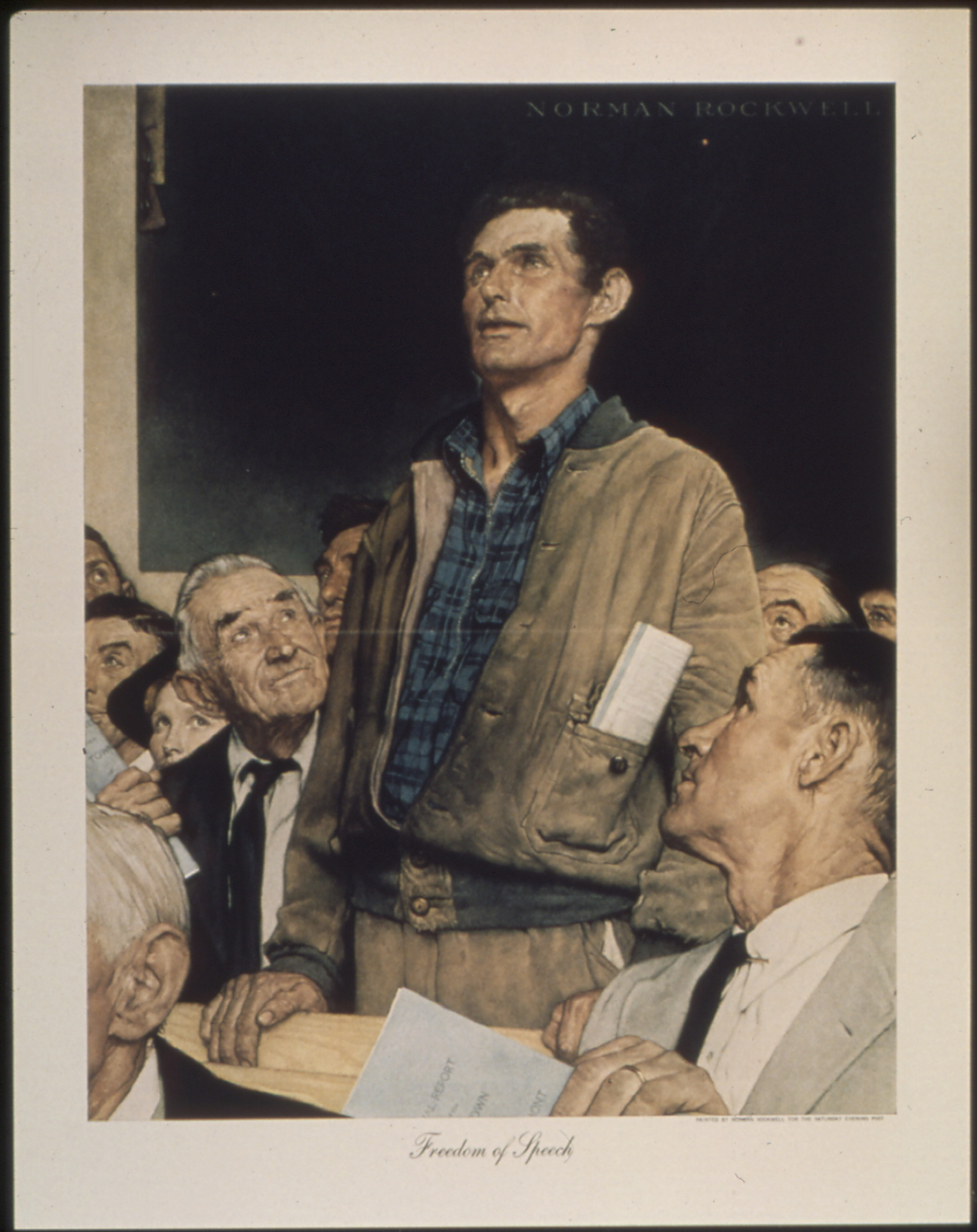
Tự do ngôn luận, tranh của Norman Rockwell vào năm 1943

Đầu tiên là tự do ngôn luận và biểu đạt – ở khắp mọi nơi trên thế giới.
Roosevelt, ngày 6 tháng Giêng 1941
| Năm  | Middelburg                         | Năm  | Hyde Park            |
| ---- | ---------------------------------- | ---- | -------------------- |
| 1982 | Max van der Stoel                  | 1983 | Joseph L. Rauh, Jr.  |
| 1984 | Amnesty International              | 1985 | Dr. Kenneth B. Clark |
| 1986 | El País                            | 1987 | Herbert Block        |
| 1988 | Ellen Johnson Sirleaf              | 1989 | Walter Cronkite      |
| 1990 | không được phát                    | 1991 | James B. Reston      |
| 1992 | Mstislav Leopoldovich Rostropovich | 1993 | Arthur Miller        |
| 1994 | Marion Gräfin Dönhoff              | 1995 | Mary McGrory         |
| 1996 | John Hume                          | 1997 | Sidney R. Yates      |
| 1998 | CNN                                | 1999 | John Lewis           |
| 2000 | Bronislaw Geremek                  | 2001 | The New York Times   |
| 2002 | Đài châu Âu Tự do/Đài Tự do        | 2003 | Studs Terkel         |
| 2004 | Lennart Meri                       | 2005 | Tom Brokaw           |
| 2006 | Carlos Fuentes                     | 2007 | Bill Moyers          |
| 2008 | Lakhdar Brahimi                    | 2009 | Anthony Romero       |
| 2010 | Novaya Gazeta                      | 2011 | Michael J. Copps     |
| 2012 | Al Jazeera                         | 2013 | Paul Krugman         |
| 2014 | Maryam Durani                      | 2015 | Arthur Mitchell      |
| 2016 | Mazen Darwish                      | 2017 | Dan Rather           |
| 2018 | Erol Önderoğlu                     | 2019 | The Boston Globe     |
| 2020 | Maria Ressa                        | 2021 | Nikole Hannah-Jones  |
| 2022 | Đỗ Nguyễn Mai Khôi                 | 2023 | ...                  |

|  |  |  |  |

### Tự do tín ngưỡng

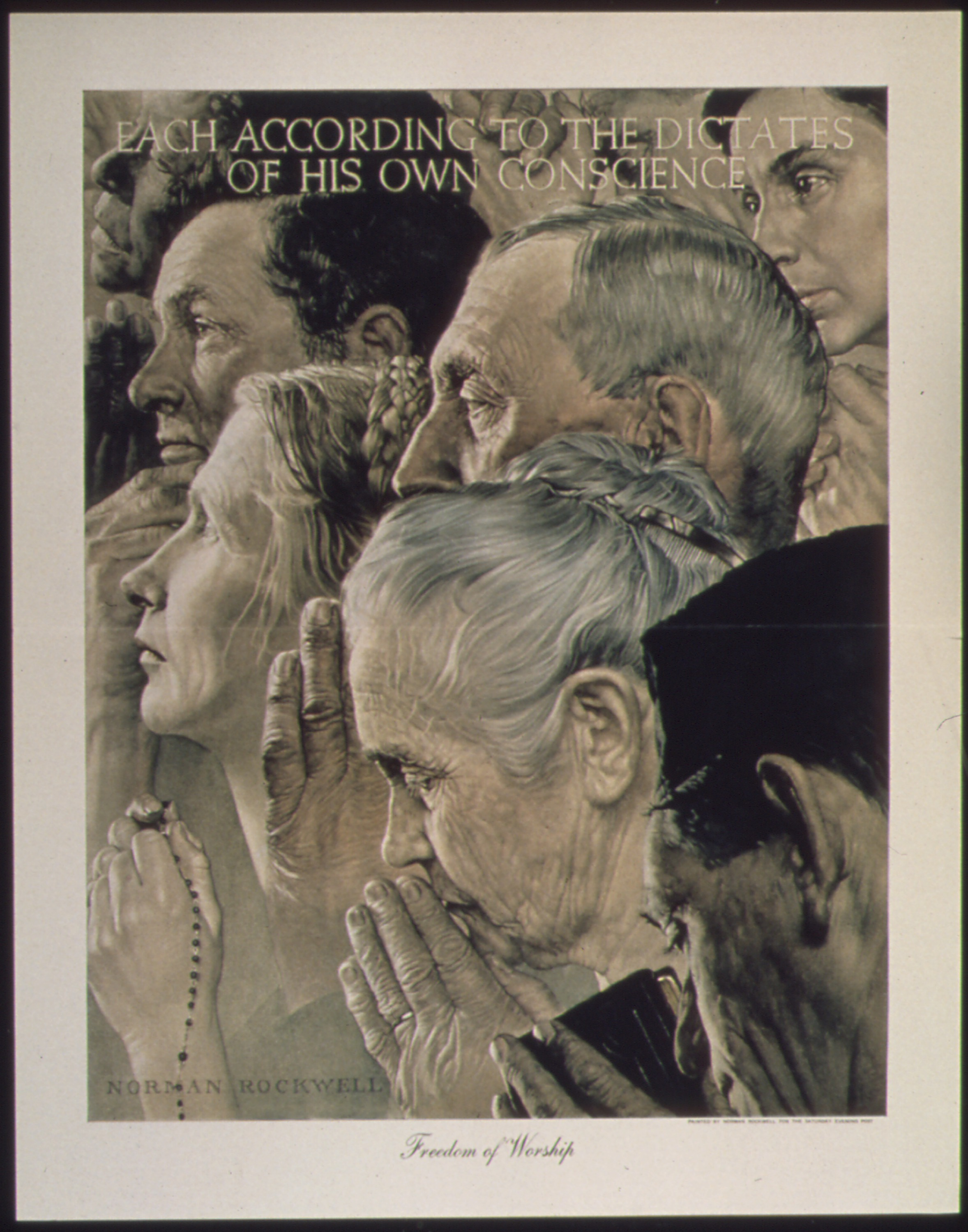
Tự do tín ngưỡng, tranh của Norman Rockwell vào năm 1943

Thứ hai là mọi người có quyền tự do tín ngưỡng Thiên Chúa theo cách của mình – ở khắp mọi nơi trên thế giới.
Roosevelt, ngày 6 tháng giêng 1941
| Năm  | Middelburg                                        | Năm  | Hyde Park                                                |
| ---- | ------------------------------------------------- | ---- | -------------------------------------------------------- |
| 1982 | Willem Adolf Visser 't Hooft                      | 1983 | Coretta Scott King                                       |
| 1984 | Werner Leich và Christiaan Frederick Beyers Naudé | 1985 | Elie Wiesel                                              |
| 1986 | Bernard Jan Alfrink                               | 1987 | Leon Sullivan                                            |
| 1988 | Teddy Kollek                                      | 1989 | Raphael Lemkin (sau khi ông qua đời) và Hyman Bookbinder |
| 1990 | László Tokés                                      | 1991 | Paul Moore, Jr.                                          |
| 1992 | Terry Waite                                       | 1993 | Theodore Hesburgh                                        |
| 1994 | Gerhart M. Riegner                                | 1995 | Andrew Young                                             |
| 1996 | Robert Runcie                                     | 1997 | William H. Gray                                          |
| 1998 | Desmond Tutu                                      | 1999 | Corinne C. Boggs                                         |
| 2000 | Cicely Saunders                                   | 2001 | Johnnie Rebecca Carr                                     |
| 2002 | Nasr Hamid Abu Zaid                               | 2003 | Robert F. Drinan                                         |
| 2004 | Sari Nusseibeh                                    | 2005 | Cornel West                                              |
| 2006 | Cộng đoàn Taizé                                   | 2007 | Peter Gomes                                              |
| 2008 | Karen Armstrong                                   | 2009 | Eboo Patel                                               |
| 2010 | Asma Jahangir                                     | 2011 | Barry W. Lynn                                            |
| 2012 | Bartholomäus I.                                   | 2013 | ..                                                       |

|  |  |  |  |

### Tự do khỏi nghèo khó

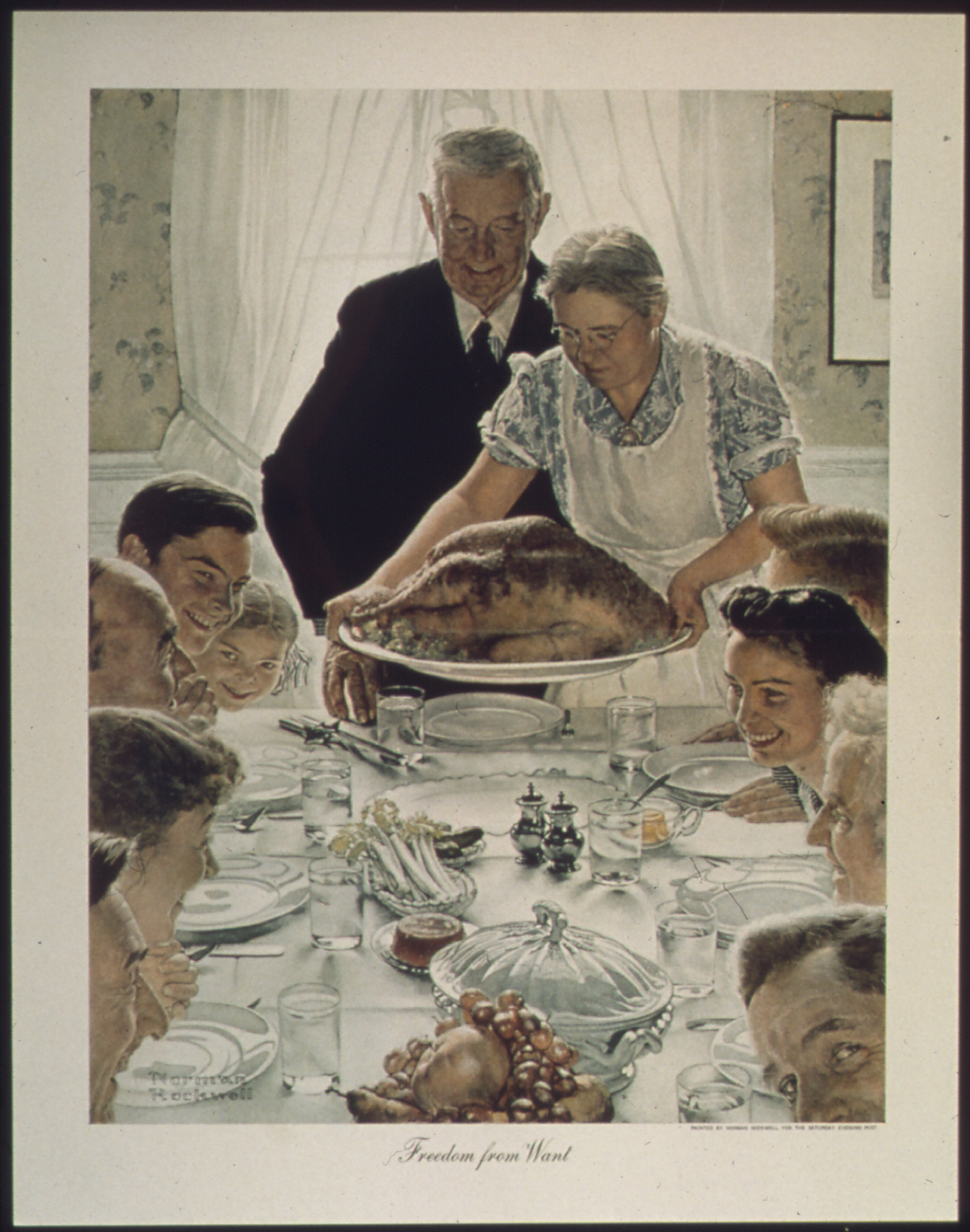
Tự do khỏi nghèo khó, tranh của Norman Rockwell vào năm 1943

Thứ ba là tự do khỏi nghèo khó, tức là quan hệ hòa hợp về kinh tế nhằm bảo đảm cho mọi quốc gia người dân có được cuộc sống lành mạnh và yên bình – ở khắp mọi nơi trên thế giới.
Roosevelt, ngày 6 tháng giêng 1941
| Năm  | Middelburg                        | Năm  | Hyde Park                         |
| ---- | --------------------------------- | ---- | --------------------------------- |
| 1982 | Johan Witteveen                   | 1983 | Robert McNamara                   |
| 1984 | Liv Ullmann                       | 1985 | John Kenneth Galbraith            |
| 1986 | Bradford Morse                    | 1987 | Mary Lasker                       |
| 1988 | Halfdan T. Mahler                 | 1989 | Dorothy Height                    |
| 1990 | Emiel van Lennep                  | 1991 | Paul Newman và Joanne Woodward    |
| 1992 | Jan Tinbergen                     | 1993 | Eunice Shriver và Sargent Shriver |
| 1994 | Sadako Ogata                      | 1995 | Lane Kirkland                     |
| 1996 | Bác sĩ không biên giới            | 1997 | Mark Hatfield                     |
| 1998 | Stéphane Hessel                   | 1999 | George McGovern                   |
| 2000 | M. S. Swaminathan                 | 2001 | March of Dimes                    |
| 2002 | Gro Harlem Brundtland             | 2003 | Dolores Huerta                    |
| 2004 | Marguerite Barankitse             | 2005 | Marsha J. Evans                   |
| 2006 | Muhammad Yunus, Ngân hàng Grameen | 2007 | Barbara Ehrenreich                |
| 2008 | Jan Egeland                       | 2009 | Vicki Escarra                     |
| 2010 | Maurice Strong                    | 2011 | Jacqueline Novogratz              |
| 2012 | Ela Bhatt                         | 2013 | ...                               |

|  |  |  |  |

### Tự do khỏi sợ hãi

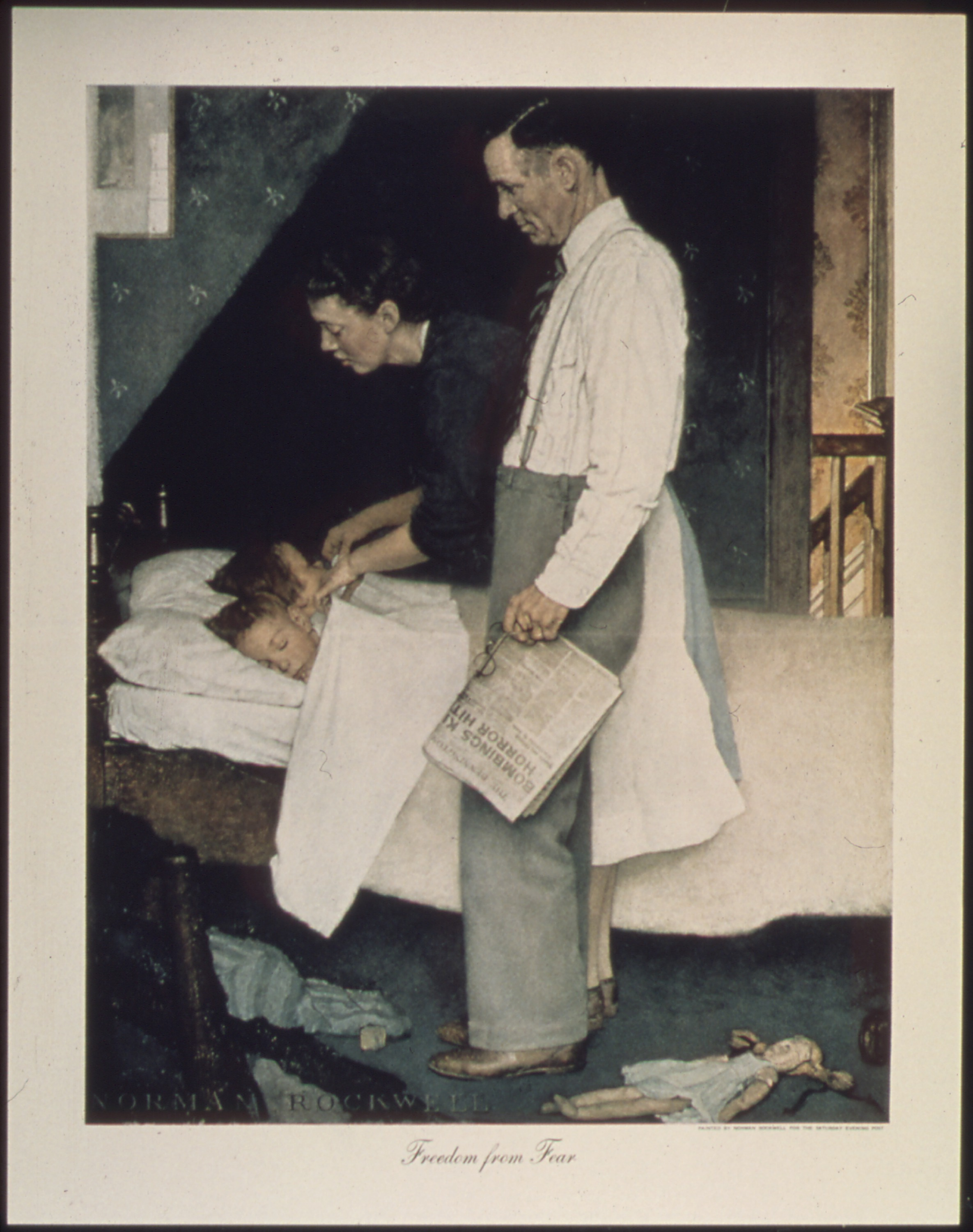
Tự do khỏi sợ hãi, tranh của Norman Rockwell vào năm 1943

Thứ tư là tự do khỏi sợ hãi, tức là cắt giảm quân bị trên quy mô toàn cầu một cách thấu đáo đến mức sao cho không có nước nào lâm vào thế phải tiến hành gây hấn thô bạo chống lại nước nào nữa – ở bất kì đâu trên thế giới.
Roosevelt, ngày 6 tháng giêng 1941
| Năm  | Middelburg                       | Năm  | Hyde Park |
| ---- | -------------------------------- | ---- | --- |
| 1982 | J. Herman van Roijen             | 1983 | Jacob K. Javits |
| 1984 | Brian Urquhart                   | 1985 | Isidor Isaac Rabi |
| 1986 | Olof Palme (sau khi ông qua đời) | 1987 | George F. Kennan |
| 1988 | Armand Hammer                    | 1989 | James William Fulbright |
| 1990 | Simon Wiesenthal                 | 1991 | Mike Mansfield |
| 1992 | Lord Carrington                  | 1993 | George Ball |
| 1994 | Zdravko Grebo                    | 1995 | Elliot L. Richardson |
| 1996 | Shimon Peres                     | 1997 | Daniel Inouye |
| 1998 | Craig Kielburger                 | 1999 | Bobby Muller |
| 2000 | Louise Arbour                    | 2001 | Cựu chiến binh Đệ Nhị thế chiến, được đại diện bởi - Richard Winters (US Army) - Robert E. Bush (US Navy) - William T. Ketcham (US Marine Corps) - Lee A. Archer, Jr. (US Air Force) - Ellen Buckley (U.S. Army Nurse Corps) |
| 2002 | Ernesto Zedillo Ponce de León    | 2003 | Robert Byrd |
| 2004 | Max Kohnstamm                    | 2005 | Lee H. Hamilton và Thomas Kean |
| 2006 | Aung San Suu Kyi                 | 2007 | Brent Scowcroft |
| 2008 | War Child                        | 2009 | Pasquale D'Amuro |
| 2010 | Gareth Evans                     | 2011 | Bryan A. Stevenson |
| 2012 | Husain asch-Schahristani         | 2013 | ... |

|  |  |  |  |

### Giải thưởng đặc biệt
| 1984 | Simone Veil (kỷ niệm sinh nhật 100 năm của Eleanor Roosevelt) | 2002 | William J. Vanden Heuvel | 2005 | BBC World Service |
| 1990 | Mikhail Sergeyevich Gorbachyov                                | 2003 | Arthur M. Schlesinger    | 2005 | Mary Soames       |
| 1995 | Jonas Salk                                                    | 2004 | Anton Rupert             | 2006 | Mike Wallace      |
| 1995 | Ruud Lubbers                                                  | 2004 | Bob Dole                 | 2008 | Forrest Church    |

|  |  |  |  |